# حكيم جيفريز
حكيم جيفريز (مواليد 4 أغسطس 1970) هو سياسي ومحامي أمريكي عضو في مجلس النواب الأمريكي منذ عام 2013 ممثلاً عن الحزب الديمقراطي.
شغل منصب زعيم الأقلية في مجلس النواب الأمريكي وزعيم التجمع الديمقراطي في مجلس النواب منذ عام 2023. شغل منصب ممثل الولايات المتحدة عن الدائرة الثامنة في الكونغرس الأمريكي في نيويورك منذ عام 2013 وكان عضوًا في مجلس نواب ولاية نيويورك من 2007 إلى 2012.
وُلد جيفريز ونشأ في كراون هايتس، في حي بروكلين بمدينة نيويورك. التحق بكلية الحقوق في جامعة نيويورك، وتخرج منها بمرتبة الشرف وأصبح محامياً ناجحاً في مجال الشركات قبل أن يترشح لمنصب منتخب. تقع كل من دائرته الانتخابية في مجلس الولاية ودائرته الانتخابية في الكونغرس في بروكلين.
في الكونغرس، ترأس جيفريز التجمع الديمقراطي في مجلس النواب من 2019 إلى 2023. وقد انتخبه أعضاء التكتل بالإجماع لخلافة نانسي بيلوسي رئيسًا للتجمع في نوفمبر 2022. وقد جعله ذلك أول أمريكي من أصل أفريقي يقود حزبًا في أي من مجلسي الكونغرس الأمريكي.

## النشأة والمهنية
وُلد جيفريز في 4 أغسطس 1970 بمدينة نيويورك، في مركز مستشفى بروكلين . والدته هي لانيدا جيفريز، وهي أخصائية اجتماعية، ووالده مارلاند جيفريز، وهو مستشار حكومي في مجال تعاطي المخدرات. لديه أخ واحد هو حسن. نشأ في كراون هايتس، بروكلين، وهو عضو مدى الحياة في كنيسة كورنرستون المعمدانية.
تخرج جيفريز من مدرسة ميدوود الثانوية، وهي مدرسة عامة، في عام 1988. ثم درس بعد ذلك العلوم السياسية في جامعة بينغهامتون، وتخرج فيها عام 1992 بدرجة بكالوريوس في الآداب مع مرتبة الشرف. وخلال فترة دراسته في بينغهامتون أصبح عضواً في أخوية كابا ألفا ساي.
واصل جيفريز تعليمه في كلية ماك كورت للسياسة العامة بجامعة جورج تاون، وحصل على درجة الماجستير في السياسة العامة عام 1994. ثم التحق بكلية الحقوق في جامعة نيويورك، حيث كان عضواً في مجلة القانون بجامعة نيويورك. تخرج بامتياز مع مرتبة الشرف في عام 1997 وحصل على درجة الدكتوراه في القانون وألقى كلمة الطلاب في حفل التخرج.
بعد تخرجه في كلية الحقوق، أصبح جيفريز كاتبًا قانونيًا للقاضي هارولد باير الابن في المحكمة الجزئية الأمريكية للمنطقة الجنوبية من نيويورك.
وفي الفترة من 1998 إلى 2004، عمل جيفريز في مكتب المحاماة بول وفايس وريفكيند ووارتون وغاريسون. في عام 2004، أصبح في عام 2004 محامياً في شركة فياكوم وسي بي إس للتلفزيون، حيث عمل في قضايا أخرى من بينها الجدل الذي دار حول عرض الشوط الأول من مباراة السوبر بول الثامنة والثلاثين. خلال فترة عمل جيفريز في شركة Paul, Weiss، عمل أيضًا مديرًا للشؤون الحكومية الدولية لفرع ولاية نيويورك للرابطة الوطنية لمقاولي الأقليات (مقاولي البناء) ورئيسًا لمنظمة المحامين السود من أجل التقدم.

## مجلس نواب ولاية نيويورك
انتُخب جيفريز وأعيد انتخابه عضواً في مجلس نواب ولاية نيويورك عن دائرة بروكلين وخدم فيه من 2007 إلى 2012. وخلال هذه الفترة، قدم أكثر من 70 مشروع قانون.
وفي عام 2007، بينما كان ما يزال في ولايته الأولى في مجلس نواب الولاية، أيّد جيفريز ودعم باراك أوباما، وكان من بين أوائل المؤيدين لأوباما في ولاية هيلاري كلينتون. وقال في إحدى المقابلات: "عندما ترشحت لأول مرة للمنصب، اقترح بعض الناس أن شخصًا يحمل اسم "حكيم جيفريز" لا يمكن أن يُنتخب أبدًا، وعندما رأيت شخصًا يحمل اسم "باراك أوباما" يُنتخب لمجلس الشيوخ الأمريكي، ألهمني ذلك بالتأكيد".
أثناء وجوده في مجلس النواب، تميّز جيفريز كقائد في السعي لإصلاح العدالة الجنائية من الحزبين. في عام 2010، وقّع الحاكم ديفيد باترسون على مشروع قانون قاعدة بيانات الإيقاف والتوقيف برعاية جيفريز والسيناتور آنذاك إريك آدمز الذي يحظر على الشرطة جمع أسماء وعناوين الأشخاص الذين تم إيقافهم ولكن لم يتم اعتقالهم أثناء عمليات التفتيش في الشوارع.
كتب جيفريز هذا القانون ورعاه. كما قام أيضًا برعاية وتمرير مشروع قانون مجلس النواب A.9834-A (أصبح قانونًا الآن)، وهو قانون تقسيم الدوائر الانتخابية في الولايات المتحدة الذي يحسب سكان السجون في المناطق الشمالية كجزء من السكان، لتصبح الولاية الثانية التي تنهي هذه الممارسة.

### عضويته في لجان المجلس
- لجنة مجلس نواب الولاية المعنية بالمصارف
- لجنة مجلس نواب الولاية المعنية بالقوانين
- لجنة مجلس نواب الولاية المعنية بالمؤسسات والهيئات واللجان
- لجنة مجلس نواب الولاية المعنية بالتصحيح
- لجنة الإسكان بمجلس نواب الولاية
- اللجنة القضائية بمجلس نواب الولاية
- اللجنة الفرعية المعنية بالبنوك في المجتمعات المحرومة في مجلس نواب الولاية
- لجنة مجلس الولاية الفرعية المعنية بميتشل لاما
- لجنة مجلس النواب الفرعية للخدمات الانتقالية
- اللجنة الفرعية للوصايا والتركات بمجلس الولاية

## في مجلس النواب الأمريكي

### السنوات الأولى في الكونغرس (2013-2018)
في 11 أبريل 2013، قدم جيفريز قانون الحفاظ على النصب التذكاري لشهداء سفينة السجن (H.R. 1501؛ الكونغرس 113). سيوجه مشروع القانون وزير الداخلية إلى دراسة مدى ملاءمة وجدوى تعيين النصب التذكاري لشهداء سفينة السجن في حديقة فورت غرين في بروكلين كوحدة من وحدات نظام المتنزهات الوطنية. قال جيفريز: "كواحد من أكبر مواقع دفن شهداء الحرب الثورية في أمريكا وتكريمًا للوطنيين الذين فقدوا حياتهم في القتال من أجل استقلال أمتنا، يستحق هذا النصب التذكاري أن ينظر فيه كوحدة تابعة لخدمة المتنزهات الوطنية." في 28 أبريل 2014، أقرّ مجلس النواب قانون الحفاظ على النصب التذكاري لشهداء سفينة السجن في 28 أبريل 2014.
في 15 يوليو 2014، قدم جيفريز، الذي كان يعمل في مجال الممارسة الخاصة في قضايا الملكية الفكرية، مشروع قانون إنشاء برنامج شهادة عيادة كلية الحقوق لمكتب الولايات المتحدة لبراءات الاختراع والعلامات التجارية (H.R. 5108؛ الكونغرس 113)، والذي من شأنه أن ينشئ برنامج شهادة عيادة كلية الحقوق لمكتب الولايات المتحدة لبراءات الاختراع والعلامات التجارية ليكون متاحًا لكليات الحقوق المعتمدة لفترة عشر سنوات بعد سن القانون.
في عام 2015، قاد جيفريز الجهود المبذولة لتمرير قانون دعم أسر الضباط القتلى، والذي مدد الموعد النهائي الضريبي للأشخاص الذين يقدمون تبرعات للمنظمات الداعمة لأسر محققي شرطة نيويورك المتوفين وينجيان ليو ورافائيل راموس. كانت عائلتي الضابطين، اللذان قُتلا في سيارة دوريتهما في 20 ديسمبر 2014 في قسم بيدفورد-ستايفسانت في منطقة جيفريز، هي المستفيدة من جمع التبرعات الخيرية. قبل سن القانون، كان يتعين على الأشخاص تقديم تلك المساهمات بحلول 31 ديسمبر 2014 للتأهل للحصول على خصم ضريبي فيما يتعلق بالضرائب المقدمة في عام 2015. ومع هذا التغيير، أصبحت المساهمات المقدمة حتى 15 أبريل 2015 قابلة للخصم. وقع الرئيس أوباما على مشروع القانون ليصبح قانونًا في 1 أبريل 2015.
وفي عام 2015، دعا قساوسة أمريكيون من أصل أفريقي بارزون جيفريز (باعتباره من أصل أفريقي) إلى خوض الانتخابات التمهيدية للحزب الديمقراطي لمنصب العمدة في عام 2017 ضد دي بلاسيو. وقال جيفريز إنه "ليس لديه أي اهتمام" ويرغب في البقاء عضوًا في الكونغرس.
في 22 مايو 2018، أقر مجلس النواب الأمريكي قانون الخطوة الأولى من الحزبين بأغلبية 358 صوتًا مقابل 36 صوتًا مع جيفريز كراعٍ رئيسي. وقد وقع الرئيس ترامب على مشروع القانون ليصبح قانونًا في 21 ديسمبر 2018. وقد خفف القانون من الحد الأدنى الإلزامي للعقوبات الفيدرالية، ووسّع نطاق الإفراج المبكر، وأنهى بعض الممارسات الصارمة، مثل تكبيل السجينات أثناء الولادة.
كما لعب جيفريز أيضًا دورًا رئيسيًا في تمرير مجلس النواب لقانون تحديث الموسيقى الذي أقره الحزبان الجمهوري والديمقراطي، والذي أصبح قانونًا في عام 2018.
ومن بين الممارسات التي واصلها جيفريز من الفترة التي قضاها في مجلس النواب في الكونجرس برنامج "الصيف في مترو الأنفاق"، الذي أعيد تسميته باسم "الكونجرس على ناصيتك"، والذي يقدم ساعات عمل مسائية في الهواء الطلق من يونيو حتى أغسطس بالقرب من محطات مترو الأنفاق، مما يتيح له التواصل والاستماع إلى مخاوف الناخبين مباشرة.

### عضويته في لجان المجلس
عندما كان عضوًا جديدًا، عمل جيفريز في لجنة الميزانية المؤثرة. وفي وقت لاحق، عمل في اللجنة القضائية. خلال الكونغرس ال 114، عمل جيفريز أيضًا في لجنة التعليم والقوى العاملة في مجلس النواب. وكان عضوًا منذ فترة طويلة في تجمع السود في الكونغرس والتجمع التقدمي في الكونغرس.

## القيادة (2018-2022)

### رئيس التجمع الديمقراطي
في 28 نوفمبر 2018، هزم جيفريز عضوة الكونغرس عن ولاية كاليفورنيا باربرا لي ليصبح رئيسًا للتجمع الديمقراطي في مجلس النواب. بدأت ولايته عندما أدى الكونغرس الجديد اليمين الدستورية في 3 يناير 2019. وفي هذا المنصب، كان العضو الخامس في قيادة الحزب الديمقراطي.

### أول مساءلة للرئيس دونالد ترامب
في 15 يناير 2020، تم اختيار جيفريز كواحد من سبعة مديرين في مجلس النواب الذين قدموا قضية عزل ترامب أثناء محاكمته أمام مجلس الشيوخ الأمريكي. في 22 كانون الثاني/يناير 2020، قاطع أحد المحتجين في معرض مجلس الشيوخ جيفريز بالصراخ في وجه أعضاء مجلس الشيوخ الجالسين في الطابق الأسفل. رد جيفريز سريعًا بآية من الكتاب المقدس، مزمور 37:28، "لأن الرب يحب العدل ولن يتخلى عن أمنائه"، قبل أن يواصل شهادته.
خلال جلسات الاستماع للمساءلة، وردًا على السؤال الخطابي الذي طرحه محامي ترامب على مجلس الشيوخ "لماذا نحن هنا؟ "وإذا كنت لا تعرف، فأنت تعرف الآن". ووصفتها مجلة بيلبورد بأنها "لحظة جديرة بالملاحظة".

### زعيم الديمقراطيين في مجلس النواب (2022-)
بتأييد رئيسة مجلس النواب المنتهية ولايتها بيلوسي، انتُخب جيفريز بالتزكية زعيماً للديمقراطيين في مجلس النواب للكونغرس الـ 118 في نوفمبر 2022، ليصبح أول أمريكي من أصل أفريقي يقود تجمعاً حزبياً في أي من مجلسي الكونغرس. تم ترشيحه لمنصب رئيس مجلس النواب من قبل التكتل في الانتخابات اللاحقة، وحصل على 212 صوتًا، جميعها من الديمقراطيين، في كل عملية اقتراع تقريبًا. (غاب ديفيد ترون عن الجولة الثانية عشرة من التصويت بسبب عملية جراحية لكنه عاد في الجولة الثالثة عشرة). عندما انتُخب كيفن مكارثي رئيسًا لمجلس النواب، سلّمه جيفريز المطرقة بعد خطاب استمر 15 دقيقة. وأطلق على الخطاب اسم "أبجديات الديمقراطية". وقد تمت مشاهدة مقطع الفيديو الخاص بخطاب جيفريز الذي تضمن الحروف الأبجدية أكثر من 2.4 مليون مرة على وسائل التواصل الاجتماعي وحدها.
وقد رشحه الديمقراطيون في مجلس النواب بالإجماع مرة أخرى في انتخابات أكتوبر 2023 بعد نجاح اقتراح إخلاء منصب مكارثي في رئاسة مجلس النواب.

### عضوية التجمعات
التجمع التقدمي في الكونغرس
تجمع السود في الكونغرس
تجمع الكونغرس الأوكراني الأوكراني
تجمع الولايات المتحدة واليابان

### مهام اللجان
اللجنة القضائية
اللجنة الفرعية المعنية بالمحاكم والملكية الفكرية والإنترنت
اللجنة الفرعية المعنية بالإصلاح التنظيمي والقانون التجاري ومكافحة الاحتكار
لجنة الميزانية